# Jakoluoto
Jakoluoto är en ö i Finland. Den ligger i Skärgårdshavet och i kommunen Nådendal i den ekonomiska regionen  Åbo ekonomiska region i landskapet Egentliga Finland, i den sydvästra delen av landet. Ön ligger omkring 14 kilometer väster om Åbo och omkring 170 kilometer väster om Helsingfors.
Öns area är 3,3 hektar och dess största längd är 320 meter i öst-västlig riktning. I omgivningarna runt Jakoluoto växer i huvudsak barrskog.